# Cobitis strumicae
Cobitis strumicae és una espècie de peix de la família dels cobítids i de l'ordre dels cipriniformes.

## Morfologia
- Els mascles poden assolir 7,5 cm de llargària total i les femelles 11.[3][4]

## Reproducció
És ovípar.

## Hàbitat
Viu en zones de clima subtropical.

## Distribució geogràfica
Es troba a Grècia, Bulgària i Turquia.

## Estat de conservació
Es troba amenaçat d'extinció a causa de la contaminació i de la destrucció del seu hàbitat.